# الفصل العنصري في القوات المسلحة الأمريكية
كان الفصل العنصري في القوات المسلحة الأمريكية، الذي اشتمل أيضًا على فصل القوات الأمريكية البيضاء وغير البيضاء وقيود على أفراد من القوات الملونة في أدوار داعمة، وعقوبات مباشرة على السود وأفراد ملونين آخرين يخدمون في الجيش، جزءًا من التاريخ العسكري للولايات المتحدة منذ الثورة الأمريكية. امتلك كل فصيل من القوات المسلحة تاريخيًا سياسات مختلفة في ما يتعلق بالفصل العنصري. على الرغم من أن القرار التنفيذي 9981 أنهى الفصل العنصري رسميًا في القوات المسلحة في عام 1948، استمرت بعد الحرب العالمية الثانية بعض أشكال الفصل العنصري حتى ما بعد الحرب الكورية. امتثلت الحكومة الأمريكية إلى طلب الحكومة الآيسلندية بعدم وضع جنود سود في القاعدة الأمريكية في كيفلافيك، أيسلندا حتى السبعينيات والثمانينيات من القرن العشرين عندما بدأ الجنود السود يتمركزون في أيسلندا.

## الثورة الأمريكية والجيش القاري
قبل الثورة الأمريكية، كان بعض السود قد خدموا فعلًا في ميليشيات محلية في الحروب الفرنسية والهندية، وكان رجل أسود، كريسبوس أتكس، واحدًا من أول من سقطوا في بداية الثورة الأمريكية. خاض السود الأحرار والمستعبَدين معركة ليكنسغتون وكونكورد ومعركة بنكر هيل. وعلى الرغم من ذلك، مع بداية الحرب الثورية، كان العديد من البيض في السلطة مترددين في السماح للسود بحمل السلاح بسبب المخاوف من تمرد العبيد المسلحين. كان أحد أول مراسيم جورج واشنطن كقائد عام توقيع أمر يحظر تجنيد جميع السود. استغل البريطانيون ذلك وجندوا آلاف الرجال السود في صفوف الموالين. بسبب النقص في القوى العاملة لان جورج واشنطن بسرعة وسمح للجنود السود بالخدمة في الجيش القاري. احتوت ولاية واحدة، رود آيلاند، على وحدة بكاملها من السود، وحُرر الجنود السود المستعبدين في الوحدة في نهاية الحرب. في بقية الوحدات العسكرية، خدم السود جنبًا إلى جنب مع البيض. علق أحد المؤرخين على أن الجيش كان في تلك الآونة أكثر توحدًا مما سيكون عليه حتى الحرب الكورية. ومع ذلك، حارب العديد من هؤلاء الجنود السود كعبيد واستمروا بصفتهم عبيدًا بعد الحرب.

## جيش الولايات المتحدة
بعد إقرار القوانين الفيدرالية للميليشيا عام 1792، استبعد الجيش السود، ومع استثناءات قليلة جدًا، بقي المنع ساريًا حتى العام الثاني من الحرب الأهلية.

### حرب 1812
بسبب الاستبعاد من الجيش الأمريكي، خدم معظم السود إما في البحرية الأمريكية أو انشقوا وانضموا إلى البحرية البريطانية للحصول على حريتهم.

### الحرب الأهلية
يتسم تاريخ الأمريكيين من أصل أفريقي في الحرب الأهلية ب186,097 (7,122 ضابط و178,975 مجندًا) أمريكي من أصل أفريقي يشكلون 163 وحدة وخدموا في جيش الاتحاد. خدم أمريكيون من أصل أفريقي إضافيون في بحرية الاتحاد. انضم كل من الأمريكيين الأفارقة الأحرار والهاربين من العبودية إلى القتال. على الجانب الكونفدرالي، استُخدم السود سواء كانوا أحرارًا أو مستعبدين، في العمل، إلا أن مسألة تسليحهم، وتحت أي شروط، كانت مصدرًا رئيسيًا للجدال بين الجنوبيين. عند بداية الحرب، أُنشئت وحدة ميليشيا تابعة للويزيانا الكونفدرالية المكونة من السود الأحرار من جماعة كريوليس أوف كولور من نيوأ ورليانز الممتدة، إلا أن الكونفدرالية رفضت خدمتهم. في 13 مارس 1865 أصدر الكونغرس الكونفدرالي قانونًا يسمح بتجنيد الأمريكيين من أصل أفريقي، غير أنه جُنّد أقل من خمسين شخصًا، ولم يشارك أحد في المعركة.[بحاجة لمصدر]
خدم جنود جزر آسيا والمحيط الهادئ مع الأمريكيين من أصل أفريقي في القوات الملونة للولايات المتحدة وخدم عدد قليل منهم مع القوات البيضاء.
قاتل الأمريكيون الأصليون، مثل كتيبة الجنرال شير واتي الكونفدرالية شيروكي، في أفواجهم أو كتائبهم القبلية على جانبي الحرب الأهلية.

### جنود بوفالو
أسس الكونغرس كتيبة جنود بوفالو في عام 1866 كأول فوج يتألف بأكلمه من السود في وقت السلم في الجيش الأمريكي النظامي.

### كشافة الفيلبين
كانت كشافة الفيلبين منظمة عسكرية تابعة للجيش الأمريكي منذ عام 1901 حتى بعد نهاية الحرب العالمية الثانية.

### الحرب العالمية الأولى

#### الأمريكيين الأفارقة
خلال الحرب العالمية الأولى فُصل الجيش الأمريكي بشكل تام عن الأمريكيين الأفارقة. على الرغم من أن التدريب العسكري للأمريكيين السود كان قد واجه معارضةً من قبل سياسيي سيادة البيض مثل السيناتور جيمس كي. فاردامان (مقاطعة ميسيسيبي) والسيناتور بينجامين تيلمان (مقاطعة كارولاينا الجنوبية) واتخذ القرار بضم الأمريكيين الأفارقة في مسودة عام 1917. سُجل ما مجموعه 290,527 أمريكي أسود في نهاية المطاف للمسودة.
صدرت تعليمات لمسؤولي مجلس الإدارة بتمزيق الزاوية اليسرى السفلية لاستمارة الخدمة الانتقائية التي يملؤها المسجلون السود للإشارة إلى الوحدات المنفصلة. بالإضافة إلى ذلك، تشكلت عملية صنع القرار في وزارة الحرب من خلال أعمال شغب هيوستن في أغسطس من عام 1917 التي قام بها جنود أمريكيون أفارقة والتي أثارها السلوك العنصري من قبل بعض مسؤولي شرطة هيوستن، وكُلفت الغالبية العظمى من الجنود السود بوظائف مثل بناء الطرق وتفريغ الشحن وأشكال أخرى من العمل المشترك. أنشئت وحدتين قتاليتين للأمريكيين الأفارقة: فرقتي المشاة 92 و93. خدم 350 ألف أمريكي أفريقي في القوة الاستطلاعية الأمريكية على الجبهة الغربية، بما في ذلك المتطوعين. منح الحلفاء الفرنسيون فرقة قتال واحدة، المشاة رقم 369 «مقاتلو الجحيم من هارليم»، وسام صليب الحرب لشجاعتهم وكفاءتهم في القتال.

#### الأمريكيون الإسبان
كان فوج المشاة رقم 65، الذي أنشئ خلال الحرب العالمية الأولى، آخر وحدة منفصلة للجيش الأمريكي تتألف في الأساس من جنود من أصل بورتوريكي، بالإضافة إلى مهاجرين من أمريكا اللاتينية وإسبانيا.

#### الأمريكيين الآسيويين
قاتل الأمريكيون الآسيويون في وحدات مدمجة خلال الحرب العالمية الأولى ومُنح غير المواطنين الجنسية بعد الحرب كنتيجة لخدمتهم.

### الحرب العالمية الثانية
خلال الحرب العالمية الثانية أسس جيش الولايات المتحدة العديد من الوحدات المنفصلة الجديدة، وحافظ على العديد من الوحدات المنفصلة التاريخية.

#### الأمريكيين الأفارقة
مع دخول الولايات المتحدة الحرب العالمية الثانية، تغلغلت قوانين جيم كرو في كل جانب من جوانب المجتمع الأمريكي. حين تطوع السود لأداء واجبهم أو جرى تجنيدهم، عُينوا في وحدات منفصلة وغالبًا ما مُنحوا أدوار دعم قتالية ،مثل طباخ ومسؤول التموين وواجب حفر القبور. وفقًا للطاقم البريطاني في بي إي إف، كانت الوجبات في الجيش الأمريكي تُقدَّم للجنود البيض في طابور والجنود والضباط السود في طابور آخر. بسبب احتجاجات السود ضد معاملة الجيش لجنوده السود، بدأت القيادة العسكرية بمحاولة حل هذه القضية بدءًا من العام 1943، إلا أن الفصل العنصري في القوات المسلحة بقي سياسةً رسمية حتى عام 1948.
مع استثناء 18 أنثى أمريكية أفريقية كن قد خدمن في الحرب العالمية الأولى، بقي فيلق ممرضي الجيش، الذي أنشئ عام 1901، حصرًا على البيض حتى عام 1941، حين أفضت ضغوط من الرابطة الوطنية للممرضين الخريجين الملونين، وإيليانور روزفلت، إلى قبول الجيش للممرضين. أُنشئت كوتا عرقية من 48 ممرضًا، وفُصلت النساء عن الممرضين والجنود البيض في معظم فترات الحرب. في نهاية المطاف جُنّد المزيد من الممرضين السود. وكُلفوا برعاية الجنود السود وخدموا في مسرح الصين -بورما- الهند، وفي أستراليا وغينيا الجديدة وليبيريا وإنجلترا والفليبين.